# Necronomicon Press
La Necronomicon Press è una piccola casa editrice statunitense specializzata in racconti, poesie e critica letteraria orientati ai generi horror e fantasy, è attualmente diretta da Mark A. Michaud.
La società editrice ha sede a West Warwick, nello stato del Rhode Island, a pochi chilometri dalla capitale Providence, che fu la città natale di Howard P. Lovecraft, alla cui produzione la Necronomicon Press deve l'ispirazione del proprio nome.
Necronomicon, infatti, è il titolo di un libro misterioso e maledetto che compare più volte nei numerosi racconti dello scrittore nordamericano e che ha avuto numerose citazioni anche in altre opere di genere, sia letterarie sia cinematografiche.
La fondazione della casa editrice, nel 1976, avviene infatti proprio con lo scopo di ripubblicare le opere di Lovecraft o di stampare per la prima volta tutto il vasto patrimonio di carte inedite lasciate dallo scrittore prematuramente scomparso nel 1936, principalmente lettere o brevi saggi critici ma anche racconti inediti o spuri, in quanto figli della copiosa attività di ghost-writer di Lovecraft.
In trent'anni di attività però, su spinta dell'editore Michaud e di altri collaboratori, l'attenzione si è estesa ad altri autori di genere quali, ad esempio, Robert E. Howard, Clark Ashton Smith, Ramsey Campbell, Hugh B. Cave, Joyce Carol Oates, Brian Lumley e Brian Stableford.
La Necronomicon Press ha pubblicato anche molte opere pionieristiche di critica su Lovecraft (che fu invece ignorato per decenni dalla critica ufficiale) e opere di discepoli dello scrittore di Providence, come Dirk W. Mosig, Stefan Dziemianowicz, Kenneth W. Faig e S. T. Joshi, di quest'ultimo anche la famosa biografia H.P.Lovecraft: a life (1996), considerata da molti la più completa biografia dedicata allo scrittore.
Rilevante anche la pubblicazione periodica che, nel corso di tre decenni, ha visto uscire per i tipi di questo piccolo editore importanti collane critiche come Lovecraft Studies e Studies in weird Fiction, entrambe curate da Joshi, The Crypt of Cthulhu, curata da Robert M. Price, The Count of Thirthy curata sempre da Joshi ma dedicata a Ramsey Campbell e Witches of The Mind dedicata a Fritz Leiber e curata da Bruce Byfield.
Un discorso a parte merita l'altra pubblicazione periodica Necrofile, The Rewiew of Horror Fiction, che unisce interessi critici e pubblicazioni di racconti e che è stata insignita, nel 1995, col British Fantasy Award.
La Necronomicon Press ha inoltre vinto per due volte il World Fantasy Award (1994 e 1996).